# Galago (släkte)
Galago är ett släkte i familjen galagoer som i sin tur tillhör ordningen primater. I släktet finns fyra till fjorton arter (beroende på taxonomi) som förekommer i centrala och södra Afrika.

## Utseende
Hos arterna i släktet Galago är den täta och ulliga pälsen silvergrå till brun med en något ljusare undersida. Öronen är stora. De kan vridas oberoende av varandra fram- eller bakåt. Dessa primater har långa fingrar och avplattade tår. Dessutom finns på spetsen av varje finger och tå en skiva av tjock hud på undersidan. Nästan alla fingrar och tår är utrustade med naglar, bara andra tån vid bakfötterna har en klo. Hos honor förekommer två par spenar. Även ögonen är stora som en anpassning till aktiviteten på natten. Kroppslängden ligger mellan 9 och 21 centimeter och den yviga svansen blir 18 till 30 centimeter lång. Vikten varierar mellan 95 och 300 gram.

## Ekologi och status
Dessa djur är aktiva på natten. På dagen vilar de i trädens håligheter eller i bladansamlingar. De lever i små grupper som består av ett par med sina ungar samt några honor. Gruppens storlek ligger mellan 2 och 7 individer. Släktets medlemmar hittas oftare än andra galagoer utanför skogar. De besöker även träddungar i öppna savanner och buskage. För kommunikationen finns olika läten och olika doftämnen. Dominerande hannar fördelar vanligen sin urin på händer och fötter och markerar sedan allt vad de rör.
Födan utgörs huvudsakligen av insekter. Under torra tider äter de även sav. Individerna hoppar ofta från gren till gren och dessutom går de på alla fyra.
Honor får vanligen två kullar per år och parningstiderna varierar beroende på utbredning. Efter 120 till 142 dagars dräktighet föds hos mindre arter en, två eller sällan tre ungar per kull. Ungarna är vid födelsen ganska bra utvecklade med öppna ögon och päls. De börjar med fast föda efter cirka 4 veckor och efter ungefär 11 veckor slutar modern med digivning. Hos stora arter föds vanligen bara en eller sällan två ungar.
Arterna hotas genom habitatförlust. IUCN listar fyra arter och de klassificeras som livskraftiga.

## Systematik
Enligt Wilson & Reeder (2005) utgörs släktet av 14 arter: Catalogue of Life och IUCN räknar några arter som listas här till släktena Galagoides och Sciurocheirus.
- Galago alleni
- Galago cameronensis, är enligt IUCN underart till Sciurocheirus/Galago alleni
- Galago demidoff
- Galago gabonensis
- Galago gallarum
- Galago granti
- Galago matschiei
- Galago moholi
- Galago nyasae, godkänns inte av IUCN, ingår troligtvis i annan art
- Galago orinus
- Galago rondoensis
- Dvärggalago (Galago senegalensis)
- Galago thomasi
- Galago zanzibaricus